# Jekaterina Jewgenjewna Anissimowa
Jekaterina Jewgenjewna Anissimowa, geb. Solowjowa, (russisch Екатерина Евгеньевна Анисимова, wiss. Transliteration Ekaterina Evgen'evna Anisimova; * 20. Juni 1991 in Perwouralsk, Russische SFSR) ist eine ehemalige russische Eishockeyspielerin und heutige -trainerin. Sie spielte zwischen 2010 und 2013 für die russische Nationalmannschaft. Auf Vereinsebene war sie bis 2014 für Fakel Tscheljabinsk, anschließend bei Agidel Ufa und ab Dezember 2017 bei SKSO Jekaterinburg aktiv. Seit 2019 ist sie Assistenztrainerin bei SKSO Jekaterinburg.
Seit ihrer Heirat (etwa im Jahr 2018) heißt sie Anissimowa.

## Erfolge und Auszeichnungen
- 2013 Bronzemedaille bei der Weltmeisterschaft

## Karrierestatistik

### International
(Legende zur Spielerstatistik: Sp oder GP = absolvierte Spiele; T oder G = erzielte Tore; V oder A = erzielte Assists; Pkt oder Pts = erzielte Scorerpunkte; SM oder PIM = erhaltene Strafminuten; +/− = Plus/Minus-Bilanz; PP = erzielte Überzahltore; SH = erzielte Unterzahltore; GW = erzielte Siegtore; 1 Play-downs/Relegation; Kursiv: Statistik nicht vollständig)